# Mns Tanoh Mirah
Mns Tanoh Mirah is een bestuurslaag in het regentschap Pidie Jaya van de provincie Atjeh, Indonesië. Mns Tanoh Mirah telt 149 inwoners (volkstelling 2010).